# 29802 Rikhavshah
A 29802 Rikhavshah (ideiglenes jelöléssel (29802) 1999 CD86) a Naprendszer kisbolygóövében található aszteroida. A LINEAR projekt keretében fedezték fel 1999. február 10-én.